# Kanton La Motte-du-Caire
La Motte-du-Caire is een voormalig kanton van het Franse departement Alpes-de-Haute-Provence. Het kanton maakte deel uit van het arrondissement Forcalquier. Het werd opgeheven bij decreet van 24 februari 2014, met uitwerking op 22 maart 2015. Alle gemeenten werden opgenomen in het kanton Seyne.

## Gemeenten
Het kanton La Motte-du-Caire omvatte de volgende gemeenten:
- Le Caire
- Châteaufort
- Clamensane
- Claret
- Curbans
- Melve
- La Motte-du-Caire (hoofdplaats)
- Nibles
- Sigoyer
- Thèze
- Valavoire
- Valernes
- Vaumeilh